# Opuntia crystalenia
Opuntia crystalenia là một loài thực vật có hoa trong họ Cactaceae. Loài này được Griffiths mô tả khoa học đầu tiên năm 1916.